# Философская антропология
Филосо́фская антрополо́гия (от философия и антропология; филосо́фия челове́ка) в широком смысле — философское учение о природе и сущности человека; в узком — направление (школа) в западноевропейской философии (преимущественно немецкой) первой половины XX века, исходившее из идей философии жизни Дильтея, феноменологии Гуссерля и других, стремившееся к созданию целостного учения о человеке путём использования и истолкования данных различных наук — психологии, биологии, этологии, социологии, а также религии и др.

## Философская антропология как школа
Начало философской антропологии связано с появлением классических для этого направления работ Макса Шелера «Положение человека в космосе» (1928) и Хельмута Плеснера «Ступени органического и человек» (1928), в центре внимания которых проблема природы человека, специфическое отличие в способе существования человека и животных. В более позднее время вышли классические работы Арнольда Гелена «Человек. Его природа и положение в мире» (1940) и «Первобытный человек и поздняя культура» (1956).
К этим основным работам примыкают сочинения П. Л. Ландсберга («Введение в философскую антропологию», 1934), Л. Бинсвангера («Основные формы и познание человеческого бытия», 1941), Карла Лёвита («От Гегеля к Ницше», 1939), Г. Липпса («Человеческая природа», 1941), Больнова («Сущность настроений», 1941), Ротхакера («Проблемы культурной антропологии», 1942) и другие.

## Макс Шелер — один из основоположников философской антропологии
Философские взгляды Макса Шелера (1874—1928) претерпели серьёзную эволюцию, он был неокантианцем, затем стал феноменологом, а в дальнейшем попытался соединить результаты своих прежних исканий с тем, что он теперь считал главным — изучением проблемы человека.
Главной задачей философской антропологии Шелер считал раскрытие сущности человека, то есть ответ на вопрос: что есть человек? «И религии и философемы, — писал он, — до сих пор старались говорить о том, каким образом и откуда возник человек, вместо того чтобы определить, что он есть». При этом Шелер отчётливо осознавал сложность нахождения ответа на этот вопрос, поскольку «человек столь широк, ярок и многообразен, что все его определения оказываются слишком узкими».
В философии позднего Шелера речь идёт о двойственной основе сущего (ens per se), состоящей из энергетически самостоятельного, мощного «порыва» и бессильного «духа». Для ens per se, по Шелеру, характерно то, что поток действующих в нём сил идёт снизу вверх: каждая высшая форма бытия опирается на энергию низших форм. Противоположность «порыва и духа» предстаёт в учении Шелера как полярная противоположность онтологически изначальных потенций, которые встречаются в человеке. Понятие «порыва» охватывает хаотические силы неорганической природы и поток «жизни», а также экономические, политические и демографические аспекты истории. Понятие «духа» обозначает высшие идеальные, эмоционально-ценностные формы бытия как в личностных измерениях, так и в более широком плане содержания культуры. «Центр актов, — говорит Шелер, — в котором дух проявляется в области конечного бытия, мы хотим обозначить понятием личности, радикально отличным от всех функциональных центров „жизни“, которые при рассмотрении их изнутри называются „душевными центрами“».
Трансцендирование за пределы «жизни» — наиболее существенный признак человеческого бытия, при этом у позднего Шелера человек устремлён к реализации своего собственного сущностного начала, в измерениях которого божественное сливается с человеческим; божество в этом философском учении мыслится как становящееся в человеке и человечестве, человек понимается не как творение Бога, а как «соавтор» (Mitbildner) великого синтеза изначальных онтологических потенций.
Глубинную сущность способности человеческого духа к дистанцированию от действительности Шелер находит в актах «идеирующей абстракции», в них человеческий дух восходит в царство чистых сущностей, проникает в последние основания бытия.
Деятельность «духа», по Шелеру, опирается на силу инстинктов, поставленных «духом» себе на службу, сам по себе «дух» бессилен. Самые возвышенные идеи остаются нереализованными, если они не опираются на энергию инстинктов. «Дух» должен не отрицать инстинкты, а вовлекать их в сферу своего действия.
Однако, в «порыве» Шелер видел также великое начало бытия; силы жизни вносят яркое многообразие в реальное существование человека. По Шелеру, эти две стихии не могут полностью слиться в процессе осуществления их синтеза.

## Развитие философской антропологии
К основным направлениям в философской антропологии можно отнести биологическое (А. Гелен, К. Лоренц), культурное (Э. Ротхакер, М. Ландман, Э. Кассирер, Андрей Белый), религиозное (Н. А. Бердяев, С. Н. Булгаков, Л. П. Карсавин, Н. О. Лосский, С. Л. Франк), , символическое (Ж. Видаль, М. Элиаде, Ж. Дюран), метаантропологическое (поздний М. Шелер, Н. В. Хамитов, С. А. Крылова и другие).